# Anne Valérie Hash
Anne Valérie Hash, née en 1971 à Paris, est une styliste française de prêt-à-porter et l'une des deux rares créatrices avec Adeline André de haute couture. Reconnue pour ses réalisations androgynes, mais aussi son utilisation fréquente de la soie, du satin, du tulle, de la mousseline, de la dentelle ou organza, elle s'est depuis longtemps inspirée d'Azzedine Alaïa ou de Yohji Yamamoto. Elle fonde avec Philippe Elkoubi la marque homonyme au début des années 2000, ainsi que des lignes complémentaires pour femmes et fillettes par la suite. En 2019, elle rejoint Bonpoint en tant que directrice artistique.

## Biographie
À 20 ans, après son bac, elle fait des études de stylisme modélisme à l'École supérieure des arts appliqués Duperré. Elle rejoint l'École de la Chambre syndicale de la Couture Parisienne dont elle sort diplômée au bout de trois ans en 1995. Elle passe un an aux États-Unis à l'Université Temple de Philadelphie, puis revient en France et intègre, pour des petits boulots et stages, les ateliers de Lacroix, Chanel, Dior, Chloé, Nina Ricci comme retoucheuse, et apprend le corset auprès d'Hubert Barrère.
Anne Valérie Hash apparait à 30 ans sur les podiums, pour sa première collection de prêt-à-porter détournant des vêtements masculins avec des robes-pantalons, et se fait remarquer par les médias,. Deux ans plus tard, elle reçoit l'« ANDAM award des jeunes designers ». Le titre de Chevalier des Arts et des Lettres lui est décerné par Christine Albanel en janvier 2009. En 2012, elle approche le domaine de la joaillerie.
De juin 2014 à mars 2016, elle assure la direction artistique de Comptoir des Cotonniers, filiale du groupe japonais Fast Retailing,..
Elle rejoint Bonpoint en tant que directrice artistique en mars 2019, elle « incarne un nouveau chapitre qui entend placer davantage la création au cœur de son ambition ».

### Haute couture
Soutenue par Didier Grumbach, elle fonde « Anne Valérie Hash Couture ». Précédemment « Membre invité » de la Chambre syndicale de la haute couture depuis juillet 2002 où elle présente un défilé entièrement noir et blanc, Anne Valérie Hash obtient le label officiel de la haute couture en janvier 2008 en tant que « Membre permanent ». De plus, elle est membre du conseil de l'Assemblée Générale de la Fédération Française de la Couture depuis juin 2010. Mais Anne Valérie Hash Couture défile irrégulièrement en « haute couture », étant plus fidèle au calendrier du prêt-à-porter : son premier défilé sous le label a lieu en janvier 2008, mais elle est absente pour les deux fashion-weeks de 2009,, puis, après un retour en janvier 2010, elle est de nouveau absente en juillet. Elle revient en juillet 2011 pour fêter les 10 ans de la création de la marque, mais n'apparaît pas au calendrier officiel de la Chambre syndicale en janvier 2012, préférant défiler en « prêt à porter » à la fin de l'année.

### Prêt à porter
En complément de la haute couture et de sa première ligne de prêt-à-porter créée en 2001, elle présente en mars 2008 sa collection pour filles de 4 à 14 ans, sous la marque « Mademoiselle », puis une seconde ligne de prêt-à-porter plus accessible sous l'intitulé « AVH BY Anne Valérie Hash » en juillet 2010.

### Collaborations et expositions
Anne Valérie Hash expose en février 2004 au Centre culturel français de Milan, puis défile à Londres en mai 2005 au Victoria & Albert Museum. En septembre de la même année, elle expose au Modern Museum de Stockholm. Début 2009, elle expose dans les vitrines du ministère de la Culture et de la Communication.
2009 est également l'année d'une petite collection de douze pièces pour l'entreprise de vente par correspondance Les Trois Suisses, puis pour Monoprix au dernier trimestre. L'année suivante, le Grand magasin parisien de luxe Franck & Fils lui donne l'occasion d'ouvrir un point de vente éphémère.
Pour le printemps 2015, elle signe une collection capsule pour le chausseur Minelli.
En 2016, la Cité de la dentelle et de la mode de Calais invite Anne Valérie Hash. Cette exposition (1er avril - 13 novembre 2016), la première à lui être consacrée en France, retrace ses 13 premières années de création. L'exposition « Anne Valérie Hash. Décrayonner » explore un univers en cours de fabrication. 
Le Palais Galliera - Musée de la Mode de la ville de Paris expose dans « Anatomie d'une collection » (14 mai 2016 – 12 mars 2017) l'une des treize pièces de la collection haute couture « Confidences ». L'intégralité de cette collection haute couture, vêtement et photographie, a été donnée au Palais Galliera.

## Distinctions

### Prix et récompenses
- 2003 : prix de l'ANDAM
- 2017 : Grand Prix du Livre de Mode pour le catalogue d'exposition « Anne Valérie Hash. Décrayonner » conçu et écrit par Sylvie Marot, commissaire de l'exposition au titre éponyme[29].

### Décorations
- Officière de l'ordre des Arts et des Lettres. Elle est promue au grade d’officier le 13 septembre 2016[30]. Elle était chevalière de l'ordre depuis 2009.